# Liste de jeux de rôle par genre
Cet article recense par thème les jeux de rôle sur table publiés, en complément à l'article Jeu de rôle.

## Jeux de rôle commerciaux classés par genre

### Science-fiction
- Athanor, la Terre des mille mondes, le Jeu des transformations.
- The Babylon Project
- Buck Rogers
- Eclipse Phase
- Empires & Dynasties
- Kuro
- Living Steel
- The Mechanoids
- Metamorphosis Alpha : Donjons et Dragons version space opera
- Paranoïa
- Post mortem
- Psi World
- Réalités 2015
- Sable Rouge
- Sens Hexalogie : un jeu de rôle philosophique inspiré des œuvres de Wittgenstein.
- Shaan
- Skyrealms of Jorune
- Tékumel: empire of the petal throne
- Thoan, les Faiseurs d'univers : d'après la Saga des Hommes-Dieux de Phillip José Farmer.
- Transhuman Space

Mechas/Robots
- Heavy Gear
- Jovian Chronicles
- Mekton
  - Mekton Z : nouvelle version
- Robotech : d'après le feuilleton télévisé anime
- Technoguerriers (Mechwarrior) : l'adaptation du jeu de plateau Battletech

#### Space opera
- Albedo
- Alien
- Aliens
- Alternity
- Babylon 5 : système D20
- Battlelords of the 23rd Century
- Battlestar Galactica
- CORE Command
- Empire galactique
- Fading Suns, la Geste du futur.
- Legio VII
- Mega, Mega 2, Mega III
- Métabarons
- Metal Adventures : jeu de piraterie de l'Espace, façon "Pirates des Caraïbes" mais dans un univers intergalactique.
- Multimondes (jeu)
- R.A.S.
- Shatterzone
- SLA Industries
- Spacemaster : Rolemaster version space opera
- Space Opera
- Star Frontiers
- Star Trek
- Star Wars
- Starship Troopers
- Stella Inquisitorus : In Nomine Satanis/Magna Veritas version space opera fantastique
- Strange Frontiers
- Technotron : jeu de rôles québécois multi-thématiques (pirates de l'espace, Police de l'espace, militaires, espionnage, Chevaliers Khamounis, contrebandiers, chasseurs de primes et autres possibilités), à l'univers intergalactique contemporain.
- Tigres volants
- Traveller
  - MegaTraveller
  - Traveller 2300 AD
  - Traveller: The New Era (TNE)
  - Traveller20 (T20) : version système D20
- Universe
- Warhammer 40,000 Roleplay
  - Black Crusade
  - Dark Heresy
  - Deathwatch
  - Only War
  - Rogue Trader
- Wars
- Whog Shrog

#### Time opera(Voyage temporel)
- Doctor Who
- Feng Shui
- Time & Time Again
- Time Lord
- Time Master

#### Steampunk
- Aventures extraordinaires et Machinations infernales : système SimulacreS version steampunk
- Ecryme, la Geste des Traverses
- Exil : steampunk, ambiance plus ou moins proche du film « Dark City » d'A. Proyas.
- Space 1889

Steampunk fantastique
- Château Falkenstein
- Dishonored

#### Cyberpunk
- Berlin XVIII
- COPS
- Cyber Age : système SimulacreS version cyberpunk
- Cyberpunk, le jeu de rôle
  - Cybergeneration
  - Cyberpunk 2013
  - Cyberpunk 2020
  - Cyberpunk 2030
  - Cyberpunk 3.0
  - Cyberpunk RED
- Cyberspace
- Les Divisions de l'Ombre
- Heavy Metal
- Judge Dredd : système D20
- NanoChrome2
- The Sprawl

Cyberpunk fantastique
- Dark Conspiracy
- Mutant Chronicles
- Rauks.org
- Shadowrun

#### Post-apocalyptique
- 1mpaKt
- Aftermath!
- Apocalypse World
- Bitume
- Cadillacs & Dinosaurs
- Cendres
- La Compagnie des glaces : d'après les romans de G.J. Arnaud.
- The Morrow Project
- Mutazoïds
- Polaris
- La Terre Creuse
- Rage
- Tem la firme
- Twilight 2000
- Vermine

Post-apocalyptique fantastique
- Dark Earth
- Gamma World : Donjons et Dragons version post-apocalyptique fantastique
- Hawkmoon : d'après le Cycle de Hawkmoon de Michael Moorcock, sur le système (modifié) de Stormbringer/Elric.
- Obsidian
- Rifts
  - Rifts: Chaos Earth
- Tribe 8

### Fantasy,fantastiqueouhorreur

#### Fantasy
- 13e Âge : hybride de Dungeons & Dragons 3.5 et Dungeons & Dragons 4
- Advanced Dungeons and Dragons (AD&D 1re et 2e éditions)
  - Mystara : Fantasy des années 1970
  - Faucongris (Greyhawk) : Fantasy des années 1980
  - Les Royaumes oubliés (Forgotten Realms) : Fantasy des années 1990
  - Lancedragon (Dragonlance)
  - Dark Sun : univers désertique, aride et corrompu
  - Ravenloft : Dark Fantasy et Horreur Gothique
  - Planescape : cet univers « entre les mondes » réunit les différents univers AD&D par des Portails magiques
  - Spelljammer : Space-Fantasy, permet de relier les autres mondes AD&D par des voyages spatiaux.
- Agone
- Ambre : le jeu de rôle sans dé dans l'univers de Roger Zelazny Les Neuf Princes d'Ambre
- Anima: Beyond Fantasy
- Animonde
- Anoë, l'Age des Réofs
- Aria, le jeu de rôle de l'actual play Game of rôles
- Barbarians of Lemuria
- Blades in the Dark
- Bloodlust
  - Bloodlust Métal (Bloodlust 2)
- Brigandyne (D100)
- The Burning Wheel
- Cadwallon
- Capharnaüm (jeu de rôle)
- Children of the Sun
- Chivalry and Sorcery (C&S)
  - Land of the Rising Sun : version Japon médiéval
- Chroniques oubliées, le jeu d'initiation
- Conan
- D6 Fantasy
- Dawnforge : système D20
- Défis fantastiques, le jeu de rôle (Advanced Fighting Fantasy) : aventures sur Titan, le monde des livres-jeux de la collection Défis fantastiques
- Devâstra
- Donjon et Dragon : boite de base l'ancêtre, le 1er jeu de rôle.
- Donjon et Dragons  (D&D 3e édition, édition 3.5, et 4e édition 5e édition): le jeu de rôle le plus joué de par le monde.
  - Dark Sun
  - Eberron
  - Faucongris (Greyhawk)
  - Kingdoms of Kalamar (KoK)
  - Lancedragon (Dragonlance) : système D20
  - Les Royaumes oubliés (Forgotten Realms)
  - Les Terres Balafrées (Scarred Lands) : système D20
  - Ravenloft : système D20
- Dragon Age
- DragonMech : système D20
- DragonQuest
- Dying Earth, la Vieille Terre.
- Earthdawn
- Eléckasë
- Elfquest
- Everquest
- Fantasy Craft
- Féerie
- La Griffe & le Croc
- Guildes
- Gormiti
- HârnMaster
- HARP (en) (High Adventure Role Playing)
- IronClaw
- Ironsworn
- Jeu d'Aventure du Seigneur des Anneaux
- Jeu de rôle du Seigneur des Anneaux
- Jeu de rôle des Terres du Milieu (JRTM, en anglais Middle-Earth Role Playing Game ou MERP) : d'après l'œuvre de J. R. R. Tolkien, principalement Le Seigneur des anneaux.
- Ji-Herp
- Jeu d'aventure de Lanfeust et du monde Troy
- Légendes des Contrées oubliées
- Le Livre des cinq Anneaux (Legends of the five Rings)
- Loup Solitaire (Lone Wolf), d'après les livres-jeux de la collection Loup Solitaire de Joe Dever
  - Loup Solitaire, le jeu de rôle (2004) : d20 system, édité par Mongoose Publishing (Le Grimoire en France)
  - Lone Wolf Multiplayer Gamebook (2010) : édité par Mongoose Publishing, reprenant les règles des livres-jeux
  - Lone Wolf Adventure Game (2015, à paraître) : édité par Cubicle 7, évolution de Lone Wolf Multiplayer Gamebook
- Lyonesse : d'après le Cycle de Lyonesse de Jack Vance.
- Manga BoyZ : d'après Les Sauveurs de l'Humanité de Gabriel Féraud.
- Midnight : système D20
- Myranor - Das Güldenland : L'Œil noir, sur le continent de Myranor
- MyrOnde Chronicals, Les Larmes d'Ishra.
- Nightprowler
  - Nightprowler 2
- L'Œil noir (Das Schwarze Auge)
- Orkworld
- Palladium Fantasy RPG
- Pathfinder, sur le système de Donjons et Dragons édition 3.5.
- Powers & Perils
- Premiers Âges
- Prophecy
- Rêve de Dragon : jeu de rôle « médiéval-onirique »
  - Oniros : version « allégée »
- Rolemaster
  - Shadow World : univers de campagne
- Rune
- RuneQuest
  - HeroQuest
  - HeroWars
- SangDragon : système Simulacres version heroic fantasy
- Les Secrets de la 7e mer (7th Sea)
- Shaan
- Skyrealms of Jorune
- Sláine
- Stormbringer : d'après le Cycle d'Elric de Michael Moorcock.
  - Corum : d'après le Cycle de Corum de Michael Moorcock, sur le système de Stormbringer/Elric.
  - Elric : refonte des anciennes éditions de Stormbringer.
  - Princes-Dragons : version système D20
- A Sundered World
- Swordbearer
- Talislanta
- Les Terres de Légende (Dragon Warriors)
- Tunnels et Trolls (T&T)
- L'Ultime épreuve
- TheCaravan_(jeu_de_rôle)
- Les Chroniques de Linaïs : règles additionnelles
- Warhammer, le Jeu de rôle fantastique.
- Yurl'h

#### Fantastique contemporainouHorreur classique
- Angel
- Apokryph
- L'Appel de Cthulhu (Call of Cthulhu) : d'après l'œuvre de H.P. Lovecraft, le second jeu de rôle le plus joué.
  - Delta Green : univers de campagne
- Arkéos
- Beyond the Supernatural
- B.I.A.
- Buffy the Vampire Slayer
- Channel Fear
- Chill
- Conspiracy X
- Conspirations (Over the Edge)
- Contes ensorcelés
- Cryptworld
- Dread
- Harry Potter
- Hong Kong : les Chroniques de l'étrange, d'après la trilogie Les Chroniques de l'étrange de Romain d'Huissier
- In Nomine Satanis/Magna Veritas (I.N.S./M.V.)
  - In Nomine : version américaine
- Kult
- Little Fears
- LOGOS
- Lovecraftesque
- Nephilim
- Nightbane
- Nightlife (en)
- Nobilis
- Over the Edge (Conspirations)
- Prédateurs
- Predator
- RetroFutur
- Scales
- Scion
- Sombre
- Terre²
- Trinités
- Unknown Armies

#### Horreur gothiqueou fantastique «retourné»
- Crimes
- Immortel
- Kult
- Le Monde des Ténèbres (série de jeux indépendants se situant dans un même monde)
  - Changelin : le Songe
  - Démon : la Chute
  - Exterminateur : le Jugement
  - Loup-garou : l'Apocalypse (Werewolf: the Apocalypse)
    - Werewolf : the Wild West

  - Mage : l'Ascension
    - Mage : the Sorcerers Crusade

  - Momie : la Résurrection
  - Vampire : La Mascarade
    - Vampires d'Orient
    - Vampire : L'Âge des ténèbres
    - Vampire : Ère Victorienne

  - Wraith : le Néant
- Le Monde des ténèbres 2 (série de jeux dépendants du monde décrit dans le livre de base (nouveau) Monde des Ténèbres et partageant un système de règles décrit dans celui-ci)
  - Loup-garou : les Déchus (Werewolf: the Forsaken)
  - Mage : l'Éveil (Mage: the Awakening)
  - Vampire : le Requiem
  - Promethean: the Created
  - Changeling: The Lost
- Little Fears
- SorCellerie (WitchCraft)

#### Historique fantastique ou mythologique
- XVII : Au fil de l'âme
- Aquelarre
- Ars Magica
- Bushido
- Château Falkenstein
- Chimères
- Crimes
- Daredevils
- Deadlands
- Deus Vult : système RuneQuest II version historique fantastique
- L'Empire du Soleil défunt (Japon ère Edo fantastique)
- Exaltés
- Fvlminata : armed with lightning
- Hellywood
- Hurlements
- Khaos 1795 : système DK
- Les Lames du Cardinal
- Lands of Adventure
- Légendes
  - Légendes celtiques
  - Légendes de la Table ronde
  - Légendes de la Vallée des rois
  - Légendes des 1001 Nuits
- Maléfices
- Miles Christi
- Mousquetaires de l'ombre
- Pendragon
- Prætoria Prima
- Qin
- Sengoku
- Sláine : système D20
- Tous pour Un ! Régime diabolique (All for one: Régime Diabolique) systèmes Ubiquity ou SaWo
- Verne et Associés, 1913
- Yggdrasil

### Historiqueetcontemporain

#### Contemporain
- D6 Adventure
- Delta Force
- Feng Shui
- Ghost Dog
- One percent
- Phoenix Command
- Trauma
- Zone

Espionnage
- Cirkus
- Espionnage!
- James Bond 007
- Spycraft
- Spycraft : système D20
- Top Secret

Guerre
- Cyborg Commando
- Merc
- Recon
- Twilight 2000

#### Historique
- 10.000 $ Reward
- Aux armes, citoyens!
- Avant Charlemagne
- Boot Hill
- En garde !
- GangBusters
- Miles Christi
- Oikoumene
- Pavillon Noir
- Privateers & Gentlemen
- Te deum pour un massacre
- Tenga
- Les Trois Mousquetaires (Flashing Blades)
- Wild West
- Würm

#### Uchronique
- Aventures dans le Monde Intérieur (A.M.I.)
- Khaos 1795
- Retrofutur
- La Terre Creuse

### Autres genres

#### Humoristique
- Alienoïds
- Brain Soda
- Donjon : Clefs en main et Donjon : Dynastie et magiciens : les jeux de rôle inspirés de la bande-dessinée Donjon
- Ghostbusters
- GURPS Discworld : d'après l'œuvre de Terry Pratchett (le Disque-Monde)
- Hystoire de Fou
- HöL : Human-Occupied Landfill
- In Nomine Satanis/Magna Veritas (I.N.S./M.V.)
  - Stella Inquisitorus : In Nomine Satanis/Magna Veritas version space opera fantastique
- Men in Black
- La méthode du docteur Chestel
- Le Monde de Murphy
- Munchkin : système D20
  - Star Munchkin
- Ninja Burger
- Paranoïa
- Pokéthulhu : parodie des Pokémon dans l'univers de Howard Philipps Lovecraft
- Post mortem
- Raôul
- Tales from the Floating Vagabond
- Teenagers from Outer Space
- Toon

#### Super-héroïque
- Aberrant
- Action Movie World
- Batman
- Brave New World (jeu de rôle)
- La Brigade chimérique : l'encyclopédie et le jeu
- Capes
- Champions
- Champions The New Millenium
- DC Heroes
- DC Universe RPG
- Godlike
- Golden Heroes
- Heroes Unlimited
- Hexagon Universe
- Light City
- Marvel Super Héros
- Marvel Super Heroes Adventure Game
- Marvel Universe Roleplaying Game
- Masks : A New Generation
- Mutants & Masterminds
- Ninjas & Superspies
- Silver Age Sentinels
- Super Babes
- Super Squadron
- Superworld
- Système 4C
- Trinity
- Villains & Vigilantes (V&V)

#### Mangaetanime, oucomics
- Big Eyes Small Mouth
- Bubblegum Crisis
- Manga No Densetsu
- Medieval Mayhem
- Mekton
  - Mekton Z : nouvelle version
- Usagi Yojimbo
- Teenage Mutant Ninja Turtles & other strangeness
- Wuxia

### Générique/multigenre
- Action! System.
- Amazing Engine.
- BaSIC, de Chaosium.
- Corpus Mechanica et CM+ : Anthony « Yno » Combrexelle
- D20 System, de Wizards of the Coast.
- D6 System, de West End Games.
- DK System, de John Doe Editions.
- EW-System (Arkéos, Cirkus), d'Extraordinary Worlds Studio.
- FUDGE (Freeform Universal Do-it-Yourself Gaming Engine)
- Fuzion, de R. Talsorian Games.
- GURPS, de Steve Jackson Games.
- Hero System, de Hero Games.
- Masterbook, de West End Games.
  - Bloodshadows
  - Shatterzone
  - Torg
- Le Monde des ténèbres
  - Vampire
  - Loup-garou
  - Mage
  - Wraith : le Néant
  - Changelin : le Songe
- OGL System, de Mongoose Publishing (le d20 System sous cet éditeur)
- Palladium Système, de Palladium Books.
- Quill: un jeu de rôle épistolaire pour un joueur, de Trollish Delver Games, traduit par 500NDG
- R.Ê.V.E.S., de la F.F.J.D.R.
- R.O.L.E. (Règles Optionnelles Limitées à l'Essentiel), de Casus Belli et la Charte angoumoise.
- Savage Worlds
- SimulacreS, le jeu de rôle élémentaire, de Casus Belli.
  - Aventures extraordinaires & Machinations infernales
  - Capitaine vaudou
  - Cyber Age
  - SangDragon
- Unisystem
- Wushu

### Jeux de rôle conçus pour joueurs débutants
- Adventure Party (Les XII Singes, 2010)
- Aventures, le jeu (Mahyar Shakeri, à paraître en 2017), d'après la web-série éponyme.
- Aventurii (JdR éditions), médiéval-fantastique.
- Chroniques oubliées, médiéval-fantastique pour les versions distribuées en boutiques, également décliné pour d'autres univers dans la revue Casus Belli.
- Contes ensorcelés, fantastique, destiné aux jeunes enfants.
- Donjon : Clefs en main, médiéval-fantastique dans le monde de la série de bandes dessinées Donjon.
- D-Start (Fabien Fernandez, éd. Matagot, 2017)
- Le D sur la table (Bastien Lyonnet, éd. La Plume de Cyrano, 2017)
- Dungeon World, médiéval-fantastique.
- Freaks' Squeele, le jeu d'aventures (Ankama et 2D sans faces, 2017), dans l'univers de la bande dessinée éponyme.
- Initiation au jeu de rôle (François Lévin, 404 éditions, à paraître en 2018)[1].
- Jeu d'aventure de Lanfeust et du monde Troy, médiéval-fantastique, dans l'univers des bandes dessinées Lanfeust de Troy.
- Le Journal du raconteur (éd. MontréalJeux, 2017)
- L'Œil noir, médiéval-fantastique : la première édition (1984) était destinée aux joueurs débutants ; le jeu a par la suite évolué vers un système plus complexe, mais à l'occasion de la traduction de la version 5 du jeu en 2016, l'éditeur français a décidé de sortir une boîte Initiation au jeu d'aventure.
- Oniros, jeu médiéval-onirique, dans l'univers de Rêve de Dragon.
- R.Ê.V.E.S., système générique de la Fédération française de jeu de rôle (FFJdR).
- Ryuutama, médiéval-fantastique, conçu pour « aider les jeunes joueurs à devenir meneurs de jeu ».
- SimulacreS, système générique et modulable.
- Soirée jeu de rôle : la quête du dragon d'or (François Yvon, Larousse, 2017,  (ISBN 978-2-03-594603-4).
- Star Wars — Aux Confins de l'Empire, kit d'initiation.
- Star Wars — Force et destinée, kit d'initiation.

## Jeux amateurs classés par ordre alphabétique
La plupart de ces jeux sont gratuits et disponibles sur Internet.
- Aberration : jeu contemporain fantastique-apocalyptique.
- Alvanttid : jeu médiéval-fantastique.
- Apokryph
- Armmme : jeu de gestion de taverne dans lequel on joue des orcs, trolls, et autres gobelins.
- Aventures Fantastiques : un rétro-clone de AD&D (www.hobgoblin.fr)
- Barjoland : monde similaire à celui du film « Qui veut la peau de Roger Rabbit ».
- Bernard & Jean : jeu parodique permettant de jouer des gendarmes dans le sud de la France.
- Cats ! La Mascarade : jeu de S.F. humoristique. Les joueurs interprètent des chats dans une version de notre univers où ceux-ci sont dotés de pouvoirs mentaux et dirigent le monde dans l'ombre - à noter que le jeu a connu une édition professionnelle en 2011
- Chroniques de la Lune Noire Jeu de Rôle : adaptation des bandes dessinées « Chroniques de la Lune Noire » en jeu de rôle.
- Confusion
- Continuum Time Shadows : jeu de rôle ayant pour cadre les voyages dans le temps et les paradoxes qu'ils peuvent engendrer.
- Crimes : œuvre historique fantastique de Yann Lefèbvre et ses collaborateurs ; au cœur de la Belle Époque, sous les ordres du préfet Lépine, un groupe d'enquêteurs se voit confronté à la décadence du XIXe siècle.
- Cthulhu Fhtagn : alternative au jeu d'horreur lovecraftien.
- Diesel & Dust 2035 : jeu post-apocalyptique dans la veine de « Mad Max ».
- Epées et Sorcellerie, un rétro-clone inspiré de OD&D (www.hobgoblin.fr)
- Espace Artemis : univers futuriste-optimiste.
- Fantasia : dans un monde médiéval-steampunk, l'absurde est matérialisé par le nonsense, les zones stables constituent les seules régions vivables. [url http://fantasia-univers.chez-alice.fr/]
- Fallout R.P.G. : jeu de rôle en français basé sur l'univers du jeu informatique Fallout.
- Gavrinis
- Gahan Universe
- Garde-robe, the monstering : de jeunes enfants prisonniers dans un monde monstrueux.
- Garous, jeu de rôle libre : jeu de rôle proposant de jouer des garous d'origine animale, végétale, ou élémentale.
- Hack: système de jeu de rôle générique, conçu pour faire la part belle à l’action, tout en restant réaliste.
- Hoshikaze 2250 : Adaptation de l'univers de science fiction du même nom.
- Inclusion 2070
- Jaafir
- JRJRF : Les Jeunes Royaumes Jeu de Rôle Fantastique. JdR conçu à la base comme une extension du jeu Stormbringer / Elric. Mais qui au fil du temps s'en est  émancipé en créant son propre système de jeu : D100 avec des apports du système D20 de D&D. Par ailleurs le monde de jeu est lui aussi devenu totalement original et propose maintenant une version JRJRF Renaissance ! plus baroque.
- Knight and Wizard: jeu de rôle médiéval-fantastique.
- Kosmos : jeu de rôle dans la mythologie grecque, version système BaSIC et version système Barbarians of Lemuria.
- La Quête de l'Aube : jeu de rôle fantastique sans dés proposant un système de Mots de pouvoir vous permettant de réécrire la réalité
- La Saousie : Univers de type onirique / siècle des lumières fantasy.
- Labyrinth
- Le Syndrome de Babylone
- Les Chroniques Pourpres
- Les Terres d'Ilmengard: jeu médiéval réaliste pour incarner un Seigneur dans un Empire en guerre civile.
- Lycéenne R.P.G. : jeu proposant d'incarner une lycéenne aux prises avec les aléas de la vie adolescente.
- Libraction : Jeu de rôle proposant plusieurs univers et adaptable facilement à votre propre monde de jeu. [Lien : http://www.libraction.com]
- Magie Éternelle : jeu de rôle fantastique.
- Marcel Super Blaireaux : jeu parodique de super-héros se déroulant dans la ville de Blairopolis.
- Mazes & Minotaurs : jeu de rôles amateur en anglais ; et si le premier jeu de rôles avait été inspiré par l'Iliade, l'Odyssée ou un film comme Jason et les Argonautes plutôt que par Le Seigneur des anneaux ? (storygame.free.fr)
- Meta-Créatures : Jeu de rôle amateur se déroulant dans le cadre d'une série télévisée du genre de Buffy contre les vampires ou encore True Blood, mélangeant humour et action.
- Mousquetaires de Sang : jeu dans l'univers des romans de Pierre Pevel, mais les Mousquetaires ont des pouvoirs paranormaux
- Murmures d'un Emoya : jeu fantastique évoluant dans un monde d'îles flottantes...
- Naheulbeuk
- New Horizon : jeu de hard SF mêlant l'univers d'Aliens, de Blade Runner et du Mythe de Lovecraft.
- OSOI (Office for Special Occult Intelligence) : jeu se déroulant durant une seconde guerre mondiale alternative où les nazis ont pris le dessus grâce à leurs recherches occultes.
- P'tites sorcières : jeu dans lequel on joue des petites sorcières.
- Palimpseste
- Pan Theios (PaTh) : jeu de rôle fantastique de la mythologie grec
- Patient 13
- Proauctor JDR : jeu médiéval fantastique
- Pirates!, un jeu humoristique gratuit librement inspiré du film Pirates, de Roman Polanski. On y joue des pirates sans foi ni loi, et surtout sans avoir à se documenter sur quoi que ce soit.
- Point Zéro : jeu de science-fiction conspirationniste.
- Prima : Jeu de rôle médiéval fantastique à inspiration alchimique où vous incarnerez la divinité de vos rêves.
- Reflets d'Acier : jeu de rôle médiéval-fantastique.
- R.E.D.O.N. (Règles Expertes Dierickx l'Œil Noir): jeu de rôle médiéval-fantastique dont les règles sont inspirées de la première version de L'Œil noir.
- René R.P.G. : jeu parodique dans l'univers romantique de François-René de Chateaubriand.
- République Universelle
- Réservoir Bats
- Rokugan 2000 : adaptation cyberpunk de l'univers fantastique japonais du Livre des cinq anneaux.
- Searchers of the Unknown, mini -jeu de rôle de type rétro-clone inspiré par AD&D (www.hobgoblin.fr)
- Singaril
- Solomon Kane : jeu de rôle inspiré du personnage du même nom, un puritain anglais sous le règne d'Élisabeth Ire inventé par Robert E. Howard  (http://solomonkane.free.fr/)
- Solsys : background space opera très orienté vers le genre hard science avec une approche très réaliste.
- Solsys-Apocalypse : la genèse du monde de Solsys.
- S.T.A.L.K.E.R., le jeu de rôle : inspiré du jeu vidéo post-apocalyptique/survival S.T.A.L.K.E.R.: Shadow of Chernobyl et ses suites.
- StarGate
- Supra.
- Suprématie: moteur générique de jeux de rôle.
- Tiers Âge : jeu de rôle poétique dans le monde du Seigneur des anneaux de J. R. R. Tolkien.
- (La) Terre des Héros : aventures épiques dans l'univers de J. R. R. Tolkien.
- Tempêtes et Jambes de bois: jeu dans un monde de pirates et de magie.
- Twin Galaxies : jeu de science-fiction appartenant principalement au genre space opera, dans lequel les héros vivent des aventures épiques à l'échelle des galaxies jumelles.
- Uchronia 1890 : jeu de rôle d'inspiration steampunk et fantastique.
- Undead : jeu de rôle permettant de jouer des personnes se transformant en zombies.
- Vieux Héros : un jeu de rôle simple et comique où les héros reviennent de leurs paradis pour sauver la Terre.
- Virandia : on incarne des joueurs évoluant dans un futur proche, eux-mêmes jouant au sein d'un MMORPG médiéval fantastique, avec des interactions entre les deux mondes... (http://virandia.les-charlats.fr)
- Wrath of Heroes.